# Dinamostadion, Minsk
Dinamostadion (vitryska: Стадыён Дынама, Stadyjon Dynama; ryska: Стадион Динамо, Stadion Dinamo) är ett stadion i Minsk, Belarus. Den används främst för fotbollsmatcher och är hemmaarena för fotbollsklubben FK Dinamo Minsk. Stadion har en kapacitet för 41 040 åskådare. Dinamostadion byggdes år 1934 men förstördes under andra världskriget och återuppbyggdes år 1954. Arenan var en av värdarenorna för fotbollsmatcherna vid OS 1980 och användes som FK Bate Borisovs hemmaarena vid gruppspelet i Uefa Champions League 2008/2009.